# Stelios Giannakopoulos
Stelios Giannakopoulos (Em grego: Στυλιανός Γιαννακόπουλος) (12 de Julho de 1974), é um ex-futebolista grego, campeão da Euro 2004.

## Carreira
Giannakopoulos atua como meio-campista e jogou pelo Larissa, da Grécia, e clubes ingleses.
Ele fez parte da lista de convocados da Seleção Grega da Eurocopa 2004, onde foi campeão, e da Eurocopa 2008.